# 切洼乡
切洼乡（藏語：བྱེ་བ་），是中华人民共和国西藏自治区日喀则市仁布县下辖的一个乡镇级行政单位。

## 行政区划
切洼乡下辖以下地区：
嘎布久嘎村、扎西林村、杰雄村、宗嘎曲奴村、奴洼村、切达村、宗嘎曲夏村和普纳村。

## 交通
- 拉日铁路：仁布站